# Johann Melchior von Killinger (Rittmeister)
Johann Melchior Killinger, seit 1747 Freiherr von Killinger, (* 18. Januar 1740 in Oettingen in Bayern; † 16. Februar 1777 in Eschenau) war wirklicher Rittmeister und Obristwachtmeister in der Kurpfalz.

## Leben

### Herkunft und Familie
Johann Melchior von Killinger wurde als Sohn des Bürgermeisters Georg Abraham Killinger (1700–1771) und dessen dritter Ehefrau Anna Barbara Benicke1 (1713–1796) geboren. Die Herkunft der Killinger-Familie wird in den Quellen unterschiedlich beurteilt.
Am 2. Oktober 1767 hatte er in Eschenau mit Carolina Friderica Louise Freiin von Pflug (1746–1807) die Ehe geschlossen, aus der vier Töchter und vier Söhne, darunter Karl Friedrich Johann (1768–1826), der Erbe von Eschenau (Rittergut und Schloss) wurde und das Fideikommiss 1806 an den württembergischen Staatsminister Friedrich Emich Johann von Uexküll-Gyllenband verkaufte.

### Beruf
Johann Melchior entschied sich wie einige seiner Vorfahren für eine militärische Laufbahn und wurde kurpfälzischer Wirklicher Rittmeister bei dem Oberrheinischen Eskadron. 1771 wurde er kurpfälzischer Obristwachtmeister beim Prinz Max von Pfalz-Zweibrückischen Kürassier-Regiment, das später als 4. Chevaulegers-Regiment „König“ ein Kavallerie-Verband der Bayerischen Armee war. Von 1774 an war er bis zu seinem Tod Obristwachtmeister bei der Kavallerie. In dieser Funktion war er für die wirtschaftlichen Angelegenheiten des Regiments verantwortlich und regelte auch die Garnisonsverhältnisse.
Seine Stellung entsprach der eines stellvertretenden Regimentskommandeurs. In vielen Fällen fanden Obristwachtmeister als Regimentskommandeur Verwendung.

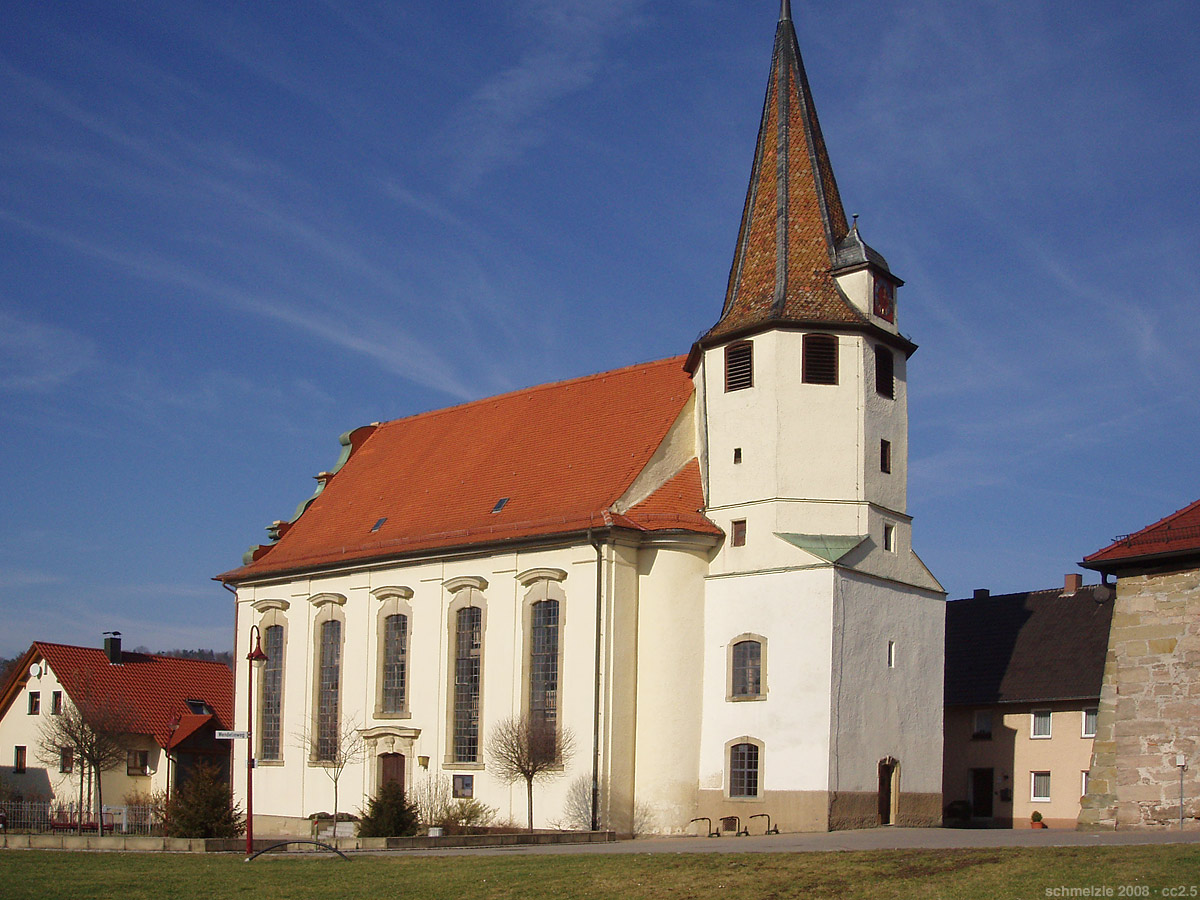
Wendelinskirche in Eschenau, Begräbnisstätte Killingers

### Auszeichnungen
- Erhebung in den Reichsadelsstand durch Kaiser Franz I. am  7. Dezember 1747.[4]